# 女金融道シリーズ
『女金融道シリーズ』（おんなきんゆうどうシリーズ）は、2003年から2006年までTBS系で放送されたテレビドラマシリーズ。全3回。主演は中村玉緒。
放送枠は「月曜ミステリー劇場」（第2作）、「月曜ゴールデン」（第3作）。

## キャスト

### 双葉ローン
大河内双葉
演 - 中村玉緒
街金融「双葉ローン」の社長。司法書士。良心的な金利で金を貸す。
山田数子
演 - 久本雅美
大日本総合食品の派遣社員だったが、第1作のラストで双葉ローンに転職する。現在は接客係りとして働きながら司法書士を目指している（第2作）。
三波光太郎
演 - 鴈龍太郎
社員。
石渡宣子
演 - 清水ひとみ（第1作・第2作）
社員。
戸田真知子
演 - 小坂綾（第1作・第2作）
社員。
志村泰江
演 - 久田節美
社員。
武藤誠吾
演 - 今井雅之
双葉の右腕の社員。元刑事。

### ゲスト
第1作（2003年）
- 藤沢圭織（多岐の妹） - 菊池麻衣子
- 高岡裕司（青年実業家） - 宮下直紀
- 藤沢多岐（数子の幼馴染・5年前絞殺） - 古川理科
- 下田（ラブキャッシュ 社員） - 榊英雄
- 川村秀一（ラブキャッシュ 社長） - 浪花勇二
- 大日本総合食品 社員 - 梶原真弓
- 大日本総合食品 社員 - 大沢舞子
- 伊達の近所に住む主婦 - 村野友美
- ヤミ金業者 - 大久保乃武夫
- 加藤（ラブキャッシュ 社員） - 鈴木由香
- 大日本総合食品 社員 - 後藤祐里
- 店の主人 - 井上裕季子
- 刑事 - 拳武秀旭
- 相談者 - 寺田奈美江
- 松本五郎 - 横山あきお
- 押し貸しの被害者 - 光浦靖子
- ヨネコ（双葉の知り合い） - 大島蓉子
- 定食屋女将 - 大塚良重
- 伊達祐介（美容歯科医・婿養子） - 河相我聞

第2作（2005年）
- 早坂春樹（弁護士） - 田中健（幼少期：今村稜）
- 中島今日子（派遣社員） - ふせえり
- 飯嶋宗一（キャリアジョブ 社長） - 小市慢太郎
- 広沢多実子（年金詐欺被害者） - 東恵美子
- 香田ウメ（振り込め詐欺被害者） - 今井和子
- 真砂子 - 泉晶子
- 長嶺和宏（詐欺師） - 松永博史
- 宮本良太（美雪の恋人） - 松田悟志
- 白井美雪（ファミレス従業員） - 城山未帆
- 清水久志（城南警察署 刑事） - 岡本光太郎
- 冬木（キャリアジョブ 社員） - 井上碧
- 東都銀行 行員 - 小嶋尚樹
- イントロ客 - 棟里佳
- 富田美佐子（富田の妻） - 披岸喜美子
- 富田 - 小野田巧
- 横山時江（横山の妻） - 松岡由美
- 横山（早坂の父） - 金井茂
- 日野舞子（早坂の秘書） - 稲田奈緒
- イントロ客 - 椿鮒子
- 真澄 - 真下有紀
- キャリアジョブ社員 - 巌大介
- 夕子（銀行員） - 桂木舞子
- 森口（食器販売員） - 島崎俊郎
- 山崎（花恵の元夫） - 大出俊
- 佐々木花恵（早坂の助手・双葉の親友・元看護婦） - 江波杏子

第3作（2006年）
- 黒木邦彦（会社経営者・双葉の知り合い） - 山本圭
- 斉藤美津江（東和商事 営業部長） - 水野久美
- 柴原利子（IT企業社長） - 高橋ひとみ
- 水沼克也（東和商事 取締役） - 仲本工事
- 高橋光男（東和商事 人事課長） - 乃木涼介
- 片山浩二（シルバー金融） - 井田國彦
- 辰宮完次（詐欺グループのリーダー） - 中根徹

## スタッフ
- 脚本 - 石原武龍
- 監督 - 伊藤寿浩、長谷川康
- プロデューサー - 森川真行
- 制作 - TBS、ファインエンターテイメント

## 放送日程
| 話数 | 放送日         | サブタイトル | 脚本     | 監督     |
| ---- | -------------- | --- | -------- | -------- |
| 1    | 2003年09月11日 | あなたの借金請け負います！ 2万円が1ヵ月で35万!? 甘い罠が死を招く… 借金漬け女を地獄から救え                            | 石原武龍 | 伊藤寿浩 |
| 2    | 2005年5月16日  | あなたの借金請け負います！ 悪徳サギ商法連続殺人！甘い儲け話が招く借金地獄… 架空預金通帳に秘められた復讐トリックを暴け | 石原武龍 | 伊藤寿浩 |
| 3    | 2006年11月20日 | あなたの借金請け負います！ 4億円の連帯保証人…失踪した恩人は殺人犯!? 悪徳サギに仕組まれた悲劇の復讐トリックを暴け!!    | 石原武龍 | 長谷川康 |